# Jacques Castex
Pour les articles homonymes, voir Castex.
Jacques Castex est un artiste peintre et graveur français né le 25 mai 1927 à Paris 15e et mort le 15 octobre 2012 à Paris 17e.

## Biographie
Jacques Castex apprend d'abord l'art du vitrail à l'École des métiers d'art (1945) : il rentre à l'École nationale supérieure des beaux-arts en 1947 à l'atelier de fresques.

## Recherche
L'une des recherches de Castex est axée surtout vers l'étude de la réfraction et de la décomposition de la lumière dans les couleurs primaires.
Les Analyses Lumière à dominantes bleue et rouge analysent ce dernier phénomène en l'organisant sur des axes horizontaux-verticaux. Il ne s'agit donc pas d'œuvres abstraites, mais de créations basées sur un phénomène physique (décomposition de la lumière), directement observable dans le « Prisme souple ».
Elles sont réalisées en sérigraphie (impression à l'écran de soie) car ce procédé permet de tirer plusieurs couleurs à la fois. Leur mélange sur l'écran produit des dégradés particulièrement riches.
En effet, les encres ne sont pas, comme en typo ou en lithographie, reportées sur le papier par une surface imprimante (cliché, zinc ou pierre) mais déposées directement sur le papier à travers l'écran de soie.

## Principales expositions
- Galerie André Béguin, Paris
- Galerie Arcus, Paris
- Galerie des Arts, Paris
- Galerie Claude Givaudan, Paris
- Galerie Françoise Palluel, Paris
- Galerie Jernander, Bruxelles
- Galerie Iris Clert, Paris
- Galerie La Hune, Paris
- Galerie La Roue, Paris
- Galerie l’Œil 2000, Paris
- Galerie Quadrum, Lisbonne
- Galerie Marcon IV, Rome
- Galerie de l’Université, Paris
- Galerie Weiller, Paris

## Principales manifestations
- FIAC, Paris
- 1955 : Exposition internationale de céramique de cannes[pas clair]
- La Jeune Gravure contemporaine, Paris
- Salon de Mai, Paris
- Salon des Réalités Nouvelles, Paris
- Bibliothèque Nationale - Grande exposition de l’estampe contemporaine
- XIXe Mostra Nazionale, Termoli, Italie
- XXe Mostra Nazionale, Termoli, Italie
- Musée des Beaux-Arts de Nantes
- Quatorzième Triennale de Milan, 1967
- Musée d’Art Contemporain, Sao-Paulo, 1970
- Musée d’Art Moderne de la Ville de Paris, 1971
- Musée de l’abbaye de Sainte-Croix, 1978
- Prix International « Biella per l’incisione », Biella, Italie, 1981
- Musée du Québec, Canada, 1987
- « De l’Art d’Afrique à l’Art Moderne - Aux Sources de la Création », Sisteron, 1995
- « Les Gravures de Jacques Castex », Hôtel de Villaines, La Châtre, 1997

## Œuvres
- Incidence, 1971, lithographie, Centre national d'art et de culture Georges-Pompidou[3]